# Alessandro Mario

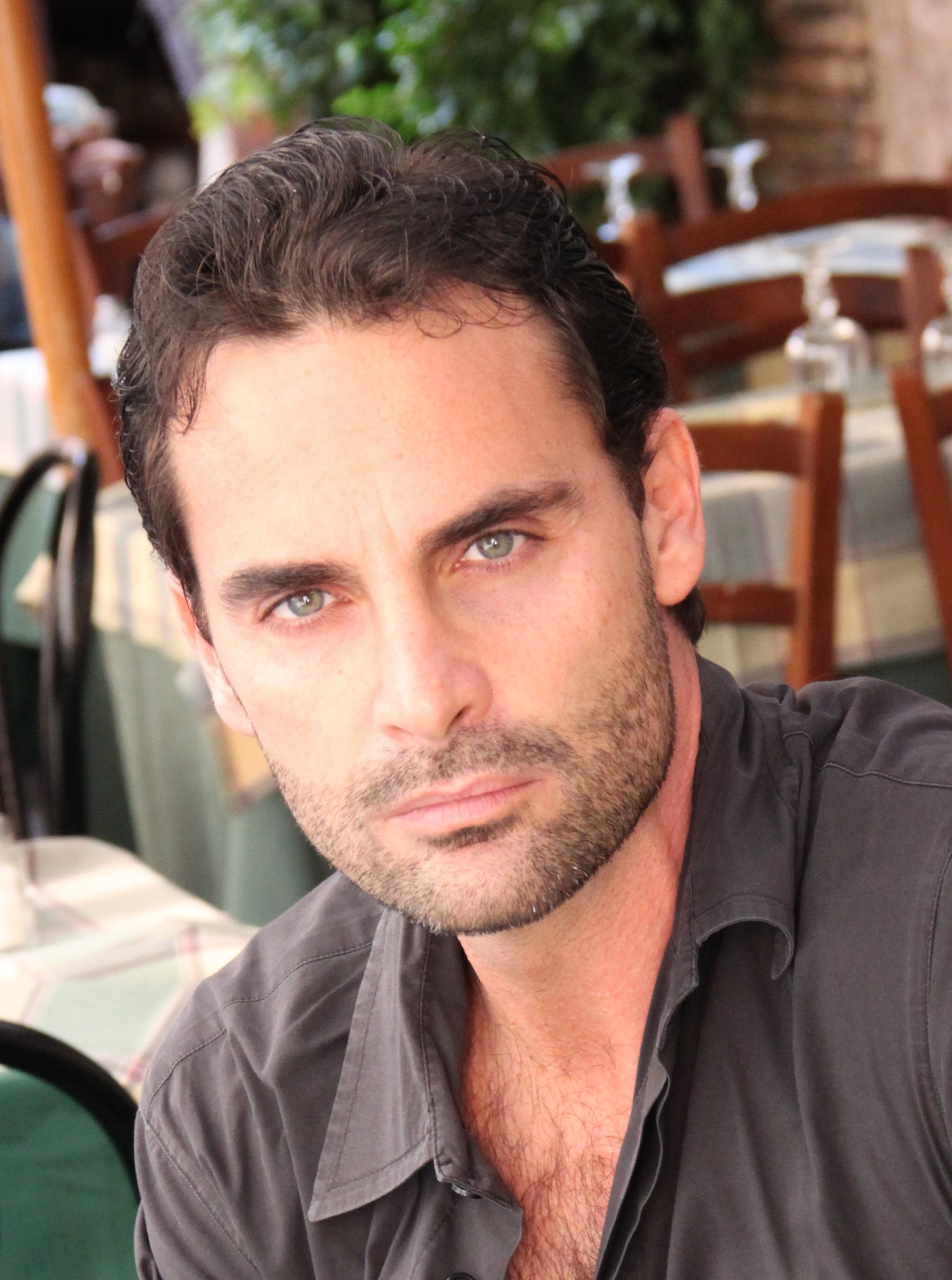

Alessandro Mario, all'anagrafe Alessandro Gaziano (Agrigento, 27 dicembre 1975), è un attore italiano.

## Biografia
Conseguita la maturità linguistica ad Agrigento, sua città natale, si trasferisce a Roma, dove consegue la laurea in Lettere Moderne e Discipline dello Spettacolo presso l'Università La Sapienza. Inoltre studia recitazione e dizione presso il Conservatorio Teatrale "La Scaletta", fondato e diretto da Giovanni B. Diotiaiuti.
Lavora quindi in teatro sotto la direzione di Arnaldo Ninchi e Giuseppe Patroni Griffi.
Dopo l'esordio televisivo nel serial televisivo della Rai Incantesimo (2001), partecipa alla serie Il bello delle donne (2003) in cui interpreta il ruolo del violento ''Duccio''.
È uno degli interpreti principali del serial televisivo di Mediaset CentoVetrine nel quale dal 2004 al 2008, interpreta Marco della Rocca. Riceve nel 2005 e nel 2006 la Telegrolla d'oro, come miglior attore.
L'esordio al cinema risale al 2004, con il film Il siero della vanità di Alex Infascelli. Alterna il lavoro televisivo e cinematografico con quello teatrale. Dopo aver recitato in opere di Luigi Pirandello, William Shakespeare e Arthur Miller, nel dicembre del 2005 porta sulle scene, al Teatro della Posta Vecchia di Agrigento, Alessandro Mario recita Pirandello, due monologhi tratti da Il fu Mattia Pascal e da Non si sa come.
Nel 2012 torna al cinema, interpretando in lingua inglese il ruolo di Bartolomeo Vanzetti nel film di produzione americana No God, No Master, regia di Terry Green, accanto a David Strathairn. 
Nel 2014, in collaborazione con il festival Il Dio di mio padre, porta in scena Viaggio con John Fante, uno spettacolo in parole e musica, interamente dedicato all'opera dello scrittore italo-americano.
Nella stagione teatrale 2014 - 2015 è in cartellone al Piccolo Eliseo di Roma, con la commedia romantica Vi presento Jack, sul tema dell'uomo che arriva dall'aldilà, già ispirazione dell'opera teatrale degli anni venti La morte in vacanza.
In occasione dei 95 anni dalla nascita di Leonardo Sciascia, nel gennaio 2016 celebra lo scrittore ad Agrigento con lo spettacolo 'La Sicilia e il suo cuore', con l'omonima raccolta di poesie e i racconti tratti da 'Il mare colore del vino'.
Nel 2017 è ancora protagonista in teatro insieme a Lina Sastri ne La lupa di Giovanni Verga, nel ruolo di Nanni Lasca. Lo spettacolo porta la firma di Guglielmo Ferro e ha le musiche di Franco Battiato.
Nel 2018 è su Rai 1 ne Il commissario Montalbano, fra gli interpreti dell'episodio dal titolo Amore, e su Canale 5 con la serie TV Sacrificio d'amore. 
Sia nel 2018 che 2019, prende parte in due cortometraggi The Legend of Red Hand, diretto dal regista Stefano Sollima, e in  Viola del pensiero  diretto da  Fabrizio Nardocci . 
Nel 2023 recita nella fiction Maria Corleone  nel ruolo di Massimo, uno degli uomini di Luciano Corleone.

## Teatro
- Lumìe di Sicilia di Luigi Pirandello, regia di Gianni Leacche - Teatro Manzoni - Roma
- La bisbetica domata di William Shakespeare, regia di Renato Giordano (1996) - Teatro Greco - Taormina
- Iliade, regia di Arnaldo Ninchi
- Uno sguardo dal ponte di Arthur Miller, regia di Giuseppe Patroni Griffi (2003)
- Don Giovanni di Molière, regia di Arnaldo Ninchi (2004)
- Alessandro Mario recita Pirandello - Monologhi (2005) - Teatro della Posta Vecchia - Agrigento
- Viaggio con John Fante (2014) - Festival 'Il Dio di mio padre' - Torricella Peligna
- La Sicilia e il suo Cuore di Leonardo Sciascia - regia di Alessandro Mario (2016)
- La Lupa di Giovanni Verga - regia di Guglielmo Ferro (2017)

## Filmografia

### Cinema
- Il siero della vanità, regia di Alex Infascelli  (2004)
- UnderSense, regia di Simona Ilaria di Michele (2013)
- No God, No Master, regia di Terry Green (2013)
- The Legend of Red Hand - cortometraggio, regia di Stefano Sollima (2018)
- Viola del Pensiero  - cortometraggio, regia di Fabrizio Nardocci (2019)
- Doppio set, regia di Walter Croce (2024)

### Televisione
- Incantesimo 4, regia di Alessandro Cane e Leandro Castellani (2001)
- Il bello delle donne 3, regia di Maurizio Ponzi (2003)
- CentoVetrine, registi vari (2004 - 2008, 2016)
- Sacrificio d'amore, registi vari (2017 - 2018)
- Il commissario Montalbano, regia di Alberto Sironi (2018)
- Maria Corleone, regia di Mauro Mancini (2023-2025)
- Màkari, regia di Monica Vullo e Riccardo Mosca, episodio 3x04,  (2024)

## Programmi televisivi
- Cronache marziane (Italia 1, 2005) - ospite
- Buona Domenica (Canale 5, 2005) - ospite
- C'è posta per te (Canale 5, 2005) - ospite
- Maurizio Costanzo Show (Canale 5, 2005-2006) - ospite
- Stella (Sky Vivo, 2007) - ospite

## Riconoscimenti
- Telegrolla d'oro (2005) – Miglior attore
- Telegrolla d'oro (2006) – Miglior attore